# Anania lancealis
Anania lancealis — вид лускокрилих комах родини вогнівок-трав'янок (Crambidae).

## Поширення
Вид поширений на значній частині Європи та у помірній Азії. Присутній у фауні України. Мешкає на низовинних болотах.

## Опис
Розмах крил сягає 30-34 мм. Передні крила довгі та вузькі, особливо у самців. Зверху крила білуваті, з коричневими лініями та плямами.

## Спосіб життя
Метелики літають у сутінках з травня до середини серпня. Личинки живляться листям Eupatorium cannabinum, рідше Jacobaea vulgaris, Teucrium scorodonia, Sium latifolium та Stachys. Заляльковуються в шовковому коконі, де і зимують.

## Підвиди
- Anania lancealis
- Anania lancealis bergmani
- Anania lancealis honshuensis
- Anania lancealis pryeri
- Anania lancealis sinensis
- Anania lancealis taiwanensis[4]